# Aida Anacleto

Aida Anacleto, em 2023.

Aida Anacleto (Belo Horizonte, 17 de janeiro de 1963) é uma historiadora, política e militante mineira. Foi uma das fundadoras do PT no município de Mariana.

## Biografia
É moradora do distrito de Passagem de Mariana, em Mariana.
Formou-se em História, entre 1994 e 1998, pela Universidade Federal de Ouro Preto.
É membra do Nucleo de estudos afro-brasileiros e indígenas (NEABI), da Universidade Federal de Ouro Preto. Representa a comunidade externa na coordenação do núcleo.

## Política
Foi vereadora de Mariana de 2009 a 2012. Sendo a primeira mulher e a primeira mulher negra a ocupar uma vereança no município. Atualmente é presidenta Conselho Municipal de Promoção da Igualdade Racial de Mariana (Compir), sendo, também, membra do Movimento Negro de Mariana e Ouro Preto.
Anacleto é historicamente uma mulher política. Foi uma das fundadoras do Partido dos Trabalhadores, em Mariana, e do Sindicato Metabase Timbopeba, na luta pelos direitos dos trabalhadores da mineração. Além disso é representante comunitária de Passagem de Mariana.
Seu mandato como vereadora ficou marcado pela defesa da população negra marianense e pelo combate ao racismo. Entre suas ações, criou comemorações culturais durante o dia nacional da Consciência Negra, criou o Compir (que atualmente é presidenta) e mobilizou a entrada de Mariana no Plano Nacional de Políticas Públicas para a Igualdade Racial. Ela possui diversas ações no que tange ao resgate da herança afro-brasileira na construção de Mariana. E no combate ao racismo.
Desde de 2013 é assessora parlamentar do deputado Rogério Correia (PT).

### Posicionamentos
Em 2012, durante sua vereança, votou a favor da cassação de Terezinha Ramos (PTB).
Milita na defesa dos atingidos pelo rompimento da barragem do Fundão, em Bento Rodrigues, crime ambiental cometido pela Vale em 2015.
Como conselheira municipal foi contra a política de armamento da Guarda Municipal de Mariana.

### Desempenho eleitoral
| Ano  | Eleição              | Partido | Candidata a | Votos       | Resultado  | Referência |
| ---- | -------------------- | ------- | ----------- | ----------- | ---------- | ---------- |
| 2020 | Municipal de Mariana | PT      | Vereadora   | 302 (0,83%) | Não eleita | [ 1 ]      |
| 2016 | Municipal de Mariana | PT      | Vereadora   | 256 (0,74%) | Não eleita | [ 22 ]     |
| 2009 | Municipal de Mariana | PT      | Vereadora   | 842         | Eleita     | [ 6 ]      |
| 2004 | Municipal de Mariana | PT      | Vereadora   | 407         | Não eleita | [ 23 ]     |

## Homenagens
Foi agraciada em 2019 com o Mérito Racial Dom Silvério Gomes Pimenta, pela Câmara Municipal de Mariana.
Em 2023 foi homenageada na exposição Com (ciências) – Mulheres, Saberes e Lugares, que trata, a partir da arte das bordadeiras, das mulheres negras marianenses. A exposição foi realizada pela Academia Marianense das Borbadeiras, que integra a Academia Marianense de Letras, Ciências e Artes.